# Nieuport-Delage NiD.30T
Dimensions
Le Nieuport-Delage NiD.30T est un avion de transport français de l'Entre-deux-guerres construit par la société Nieuport-Astra pour les besoins de sa filiale, la Compagnie générale transaérienne.

## Un avion pour la ligne Paris-Londres
Alors que la Compagnie générale transaérienne inaugurait un service postal entre Paris et Londres sur des Nieuport 28 rapidement convertis en avions postaux, le bureau d’études Nieuport fut sollicité pour réaliser une berline de transport capable d’emporter 4 passagers sur la même ligne. Dessiné par l’ingénieur Pillon, le prototype fut présenté au Salon aéronautique de Paris fin 1919. Ce biplan fortement haubané à train fixe se caractérisait par l’utilisation d’un profil épais, constant en envergure, et la présence d’ailerons occupant la quasi-totalité du bord de fuite du plan inférieur. Il recevait à l’avant du fuselage un moteur Renault 12Ka de 450 ch entraînant une hélice bipale et refroidi par trois radiateurs Lamblin situés sous le moteur, entre les jambes du train. Le pilote était installé dans un poste ouvert placé au-dessus du fuselage, sous le plan supérieur, entre le moteur et une cabine fermée dans laquelle pouvaient prendre place quatre passagers installés l’un derrière l’autre. Un poste d’opérateur radio était prévu mais ne semble pas avoir été utilisé. 

## Les versions
- Nieuport-Delage NiD.30T : Le prototype (F-CGAT) fut finalement conservé par Nieuport-Astra, devenant par la suite le Nieuport NiD.30T1, et six NiD.30T entrèrent en service sur la ligne reliant Le Bourget à Hounslow. Leur exploitation fut aussi courte qu’agitée : Le 29 mars 1920 le F-CGTI s’écrasait à Lympne. Le 27 avril 1920 le F-CGTY s’est abimé dans la Manche par un brouillard intense[2]. Les autres appareils reçurent alors un système d’orientation sur fréquence sonore fonctionnant par radiogoniométrie. Le 24 novembre 1920 le F-CGTO percutait une colline à Ide Hill, près de Sevenoaks. Les trois derniers exemplaires (F-CGTA/E/U) furent retirés de l’exploitation dès la fusion de la Compagnie générale transaérienne avec la Compagnie des messageries aériennes en 1921 et radiés.
- Nieuport-Delage NiD.30T1 : En 1925 le prototype NiD-30T (F-CGAT) réapparut, équipé d’un moteur Sunbeam de 350 ch[2]. Resté sans suite il fut radié en 1927.
- Nieuport NiD.30T2 : Doté d’une voilure sesquiplan agrandie (18 m d’envergure)[3] et d’un fuselage modifié pour recevoir un pilote, un mécano et entre quatre et sept passagers, la capacité de carburant permettant de tenir l’air 7 heures avec 4 passagers)[3], ce nouveau prototype (F-ADAK) effectua son premier vol le 23 mars 1921 piloté par Joseph Sadi-Lecointe. Équipé d’un moteur Sunbeam Matabele de 420 ch)[3] produit sous licence par Darracq-Coatalen sous la désignation Darracq 12A, entraînant une hélice quadripale, il fut engagé au Grand Prix de l’Aéro-Club de France[2] mais resta sans suite. Rebaptisé NiD.31, il fut rapidement abandonné en raison de problèmes de mise au point.

## Sources
1. 1 2 3  Flight p. 37
2. 1 2 3  Pierre Gaillard
3. 1 2 3  Flight p. 841